# Roestes itupiranga
Roestes itupiranga es una especie de peces de la familia Cynodontidae en el orden de los Characiformes.

## Morfología
Los machos pueden llegar alcanzar los 14,2 cm de longitud total.
- Número de  vértebras: 39.[1]

## Hábitat
Es un pez de agua dulce y de clima tropical.

## Distribución geográfica
Se encuentran en Sudamérica:  cuenca del río Tocantins en Brasil.